# سوچلما
سوچلما، روستایی از توابع بخش هزارجریب است. فاصله از مرکزاستان حدوداً ۷۵کیلومتر. (۱ساعت و ۳۰ دقیقه)
منشا انتخاب نام سوچلما چه بوده است؟
نام سوچلما از دیدگاه‌های مختلف زبانی و محلی دارای ریشه‌های متعددی است. در ادامه به تفصیل به بررسی این موضوع می‌پردازیم:
۱. دیدگاه‌های زبان‌شناسی و لغوی
* تجزیه واژه:
  برخی محققان و زبان‌شناسان معتقدند واژه «سوچلما» از ترکیب دو بخش «سو» و «چلما» تشکیل شده است.
  * «سو»: در بسیاری از گویش‌های منطقه، به معنای «جریان» یا «آب» به کار می‌رود. همچنین ممکن است به «سمت» یا «طرف» نیز اشاره داشته باشد.
  * «چلما»: احتمالاً برگرفته از واژه‌ای است که به چهل یا تعدادی معین اشاره می‌کند؛ در برخی روایات محلی به موضوع چشمه‌های متعدد یا ویژگی خاصی در چشم‌انداز طبیعی منطقه دلالت دارد.
* ترکیب معنایی:
  طبق این تحلیل، نام روستا ممکن است به معنای «جریانی که از طرف چشمه‌های متعدد جاری است» یا «سمت جایی که چشمه‌ها جاری می‌شوند» تعبیر شود. این معنا با ویژگی‌های طبیعی منطقه که شامل وجود آب‌های فراوان و چشمه‌های متعدد است همخوانی دارد.
۲. دیدگاه‌های محلی و روایات سنتی
* ویژگی‌های طبیعی:
  روایات محلی از افراد بومی نشان می‌دهد که نام «سوچلما» بازتاب‌دهنده ویژگی‌های طبیعی اطراف این منطقه است. وجود چشمه‌ها، رودخانه‌های کوچک و زنده بودن آب‌های منطقه، به نوعی باعث شده که نام به گونه‌ای انتخاب شده باشد که این آب و جریان را تداعی کند.
* روایت‌های شفاهی:
  در میان مردم بومی، داستان‌هایی نقل می‌شود که بیان می‌کنند:
«جایی که آب از آن سو (سمت یا جهت مشخصی) به صورت مستمر جاری می‌شود».
  این روایت به تأکید بر وجود جریان‌های آب و چشمه‌های متعدد در نواحی اطراف روستا اشاره دارد، که باعث شده نام به صورت محلی رایج شود.
۳. احتمالات تاریخی و فرهنگی
* تاثیر زبان‌های کهن:
  برخی زبان‌شناسان احتمال می‌دهند که نام «سوچلما» ممکن است ریشه‌ای در واژگان زبان‌های کهن ایرانی مانند پهلوی یا اوستایی داشته باشد. اگرچه شواهد مستقیم و مستندی در این باره وجود ندارد، اما ترکیبی از عناصر کهن در نام‌های محل‌های تاریخی ایران امری رایج است.
* اجتماع روستایی و هویت فرهنگی:
  با گذر زمان، نام‌های جغرافیایی تحت تأثیر فرهنگ و زبان محلی تغییر پیدا می‌کنند. در این مورد، نام «سوچلما» ممکن است علاوه بر جنبه‌های طبیعی، نمایانگر هویت محلی و فرهنگ بومی منطقه نیز باشد؛ به‌طوری که نسل‌های گذشته این نام را به عنوان نمادی از سرزمین خود پذیرفته و به نسل‌های بعد منتقل کرده‌اند.
۴. جمع‌بندی
در نهایت، اگرچه اطلاعات دقیق و مستند در مورد منشأ واژه «سوچلما» در کتب تاریخی و زبان‌شناسی رسمی به شکل جامع موجود نیست، اما بر اساس تحلیل‌های زبانی و روایت‌های محلی می‌توان نتیجه گرفت که:
* نام «سوچلما» احتمالاً ترکیبی از مفاهیم مرتبط با آب و چشمه‌هاست.

## جمعیت
این روستا در دهستان استخرپشت قرار دارد و براساس سرشماری مرکز آمار ایران در سال ۱۳۹۵، جمعیت آن ۶۰۹ نفر (۲۰۱خانوار) بوده‌است.
مردم سوچلما به زبان مازندرانی گویش می‌کنند.